# NGC 246
NGC 246 es una nebulosa planetaria en la constelación de Cetus, a veces llamada nebulosa del Esqueleto. Debido a su bajo brillo superficial, se recomienda para su observación un cielo oscuro y la utilización de un telescopio de diámetro mayor o igual a 150 mm. Fue descubierta en el año 1785 por William Herschel.
En la imagen en falso color tomada por el Telescopio Espacial Spitzer se puede ver la estrella agonizante en el centro, rodeada por una nube de polvo y gas. Esta estrella central (HIP 3678) tiene magnitud visual 12, y tiene una compañera más tenue de magnitud 14 a 3,8 arcsec. Probablemente sean dos estrellas en la misma línea de visión, pero cabe la posibilidad de que sea una verdadera estrella binaria.
Con el telescopio Spitzer se ha medido la radiación infrarroja de la nebulosa y se ha descubierto un anillo de material ligeramente descentrado con respecto al núcleo de la nube. Los gases expelidos aparecen de color verde, y el anillo de material expulsado por la estrella al envejecer se muestra en color rojo. Se piensa que el anillo está compuesto principalmente por moléculas de hidrógeno, expulsado de la estrella en forma de átomos que al enfriarse formaron moléculas.